# Mesoleptus debilitatus
Mesoleptus debilitatus là một loài tò vò trong họ Ichneumonidae.